# 22e Satellite Awards
De uitreiking van de 22e Satellite Awards, waarbij prijzen werden uitgereikt in verschillende categorieën voor film en televisie uit het jaar 2017, vond plaats in Los Angeles op zondag 11 februari 2018.

## Film - nominaties en winnaars
De nominaties werden bekendgemaakt op 29 november 2017. Sommige prijzen (beste film, actrice en acteur) worden in twee categorieën uitgereikt (major en independent).

### Beste film
- God's Own Country (independent)
- Three Billboards Outside Ebbing, Missouri (major)
  - Dunkirk
  - The Shape of Water
  - Get Out
  - Lady Bird
  - The Big Sick
  - I, Tonya
  - Call Me by Your Name
  - Mudbound

### Beste regisseur
- Jordan Peele – Get Out
  - Christopher Nolan – Dunkirk
  - Greta Gerwig – Lady Bird
  - Guillermo del Toro – The Shape of Water
  - Dee Rees – Mudbound
  - Sean Baker – The Florida Project

### Beste actrice
- Sally Hawkins – The Shape of Water (independent)
- Diane Kruger – In the Fade (major)
  - Emma Stone – Battle of the Sexes
  - Judi Dench – Victoria and Abdul
  - Frances McDormand – Three Billboards Outside Ebbing, Missouri
  - Margot Robbie – I, Tonya
  - Saoirse Ronan – Lady Bird
  - Jessica Chastain – Molly's Game

### Beste acteur
- Gary Oldman – Darkest Hour (major)
- Harry Dean Stanton – Lucky (independent)
  - Daniel Day-Lewis – Phantom Thread
  - Jake Gyllenhaal – Stronger
  - Robert Pattinson – Good Time
  - Jeremy Renner – Wind River
  - James Franco – The Disaster Artist

### Beste actrice in een bijrol
- Lois Smith – Marjorie Prime
  - Holly Hunter – The Big Sick
  - Allison Janney – I, Tonya
  - Melissa Leo – Novitiate
  - Laurie Metcalf – Lady Bird
  - Mary J. Blige – Mudbound

### Beste acteur in een bijrol
- Sam Rockwell – Three Billboards Outside Ebbing, Missouri
  - Armie Hammer – Call Me by Your Name
  - Dustin Hoffman – The Meyerowitz Stories
  - Mark Rylance – Dunkirk
  - Michael Shannon – The Shape of Water
  - Willem Dafoe – The Florida Project

### Beste niet-Engelstalige film
- Aus dem Nichts (In the Fade) ( Duitsland)
  - Die göttliche Ordnung (The Divine Order) ( Zwitserland)
  - The Square ( Zweden)
  - First They Killed My Father ( Cambodja)
  - Nelyubov (Loveless) ( Rusland)
  - Foxtrot ( Israël)
  - Seto Surya (White Sun) (   Nepal)
  - 120 battements par minute (Beats per Minute) ( Frankrijk)

### Beste geanimeerde of mixed media film
- Coco
  - Birdboy: The Forgotten Children
  - Cars 3
  - Loving Vincent
  - The Breadwinner
  - The Boss Baby
  - The Lego Batman Movie

### Beste documentaire
- Chasing Coral
  - Human Flow
  - Ex Libris-New York Public Library
  - Kedi
  - Cries from Syria
  - Icarus
  - City of Ghosts
  - Hell on Earth: The Fall of Syria and the Rise of Isis
  - Legion of Brothers

### Beste origineel script
- Three Billboards Outside Ebbing, Missouri – Martin McDonagh
  - Dunkirk – Christopher Nolan
  - Get Out – Jordan Peele
  - The Shape of Water – Guillermo del Toro en Vanessa Taylor
  - Lady Bird – Greta Gerwig
  - The Florida Project – Sean Baker en Christopher Nolan

### Beste bewerkte script
- The Disaster Artist – Scott Neustadter en Michael H. Weber
  - Molly's Game – Aaron Sorkin
  - Call Me by Your Name – James Ivory
  - Victoria and Abdul – Lee Hall
  - Wonderstruck – Brian Selznik
  - Wonder Woman – Jason Fuchs en Allan Heinberg

### Beste soundtrack
- Wonder Woman – Rupert Gregson-Williams
  - Dunkirk – Hans Zimmer
  - Wonderstruck – Carter Burwell
  - The Shape of Water – Alexandre Desplat
  - War for the Planet of the Apes – Michael Giacchino
  - Darkest Hour – Dario Marianelli

### Beste filmsong
- "Stand Up for Something" – Marshall
  - "It Ain’t Fair" – Detroit
  - "I Don’t Wanna Live Forever" – Fifty Shades Darker
  - "Prayers for This World" – Cries from Syria
  - "The Promise" – The Promise
  - "Truth to Power" – An Inconvenient Sequel

### Beste cinematografie
- Blade Runner 2049 – Roger Deakins
  - Three Billboards Outside Ebbing, Missouri – Ben Davis
  - Dunkirk – Hoyte van Hoytema
  - The Shape of Water – Dan Laustsen
  - Darkest Hour – Bruno Delbonnel
  - Lady Bird – Sam Levy

### Beste visuele effecten
- Blade Runner 2049
  - Dunkirk
  - The Shape of Water
  - Wonder Woman
  - Alien: Covenant
  - War for the Planet of the Apes

### Beste montage
- War for the Planet of the Apes – William Hoy
  - Three Billboards Outside Ebbing, Missouri – Jon Gregory
  - Dunkirk – Lee Smith
  - The Shape of Water – Sidney Wolinsky
  - Darkest Hour – Valerio Bonelli
  - Baby Driver – Jonathan Amos

### Beste geluidseffecten
- Dunkirk
  - Darkest Hour
  - Coco
  - War for the Planet of the Apes
  - Blade Runner 2049
  - Logan

### Beste Art Direction en Production Design
- The Shape of Water
  - Blade Runner 2049
  - Dunkirk
  - Get Out
  - Downsizing
  - Phantom Thread

### Beste kostuums
- Phantom Thread – Mark Bridges
  - Victoria and Abdul – Consolata Boyle
  - Murder on the Orient Express – Alexandra Byrne
  - Beauty and the Beast – Jacqueline Durran
  - Dunkirk – Jeffrey Kurland
  - The Beguiled – Stacey Battat

### Beste rolbezetting
- Mudbound (Jonathan Banks, Mary J. Blige, Jason Clarke, Garrett Hedlund, Jason Mitchell, Rob Morgan, Carey Mulligan)

## Films met meerdere nominaties
De volgende films ontvingen meerdere nominaties:
| Nominaties | Film                                      | Awards |
| ---------- | ----------------------------------------- | ------ |
| 11         | Dunkirk                                   | 1      |
| 10         | The Shape of Water                        | 2      |
| 6          | Lady Bird                                 |        |
| 6          | Three Billboards Outside Ebbing, Missouri | 3      |
| 4          | Darkest Hour                              | 1      |
| 4          | Get Out                                   | 1      |
| 4          | Mudbound                                  | 1      |
| 4          | War for the Planet of the Apes            | 1      |
| 4          | Blade Runner 2049                         | 2      |
| 3          | Call Me by Your Name                      |        |
| 3          | The Florida Project                       |        |
| 3          | I, Tonya                                  |        |
| 3          | Phantom Thread                            | 1      |
| 3          | Victoria and Abdul                        |        |
| 3          | Wonder Woman                              | 1      |
| 2          | The Big Sick                              |        |
| 2          | Coco                                      | 1      |
| 2          | Cries from Syria                          |        |
| 2          | The Disaster Artist                       | 1      |
| 2          | In the Fade                               | 2      |
| 2          | Molly's Game                              |        |
| 2          | Wonderstruck                              |        |

## Televisie - nominaties en winnaars

### Beste dramaserie
- Vikings
  - Taboo
  - Mindhunter
  - The Handmaid's Tale
  - 13 Reasons Why
  - The Affair

### Beste komische of muzikale serie
- GLOW
  - This Is Us
  - Orange Is the New Black
  - Claws
  - Baskets
  - Veep
  - Atypical

### Beste miniserie
- Big Little Lies
  - Rillington Place
  - The Young Pope
  - When We Rise
  - Feud
  - Guerrilla

### Beste televisiefilm
- The Wizard of Lies
  - War Machine
  - The Meyerowitz Stories
  - The Immortal Life of Henrietta Lacks
  - King Charles III
  - To Walk Invisible: The Bronte Sisters

### Beste genre-serie
- Game of Thrones
  - Outlander
  - The Leftovers
  - Legion
  - Stranger Things
  - American Gods

### Beste actrice in een genre/dramaserie
- Elisabeth Moss – The Handmaid's Tale als Offred/June Osborne
  - Katherine Langford – 13 Reasons Why als Hannah Baker
  - Carrie Coon – The Leftovers als Nora Durst
  - Caitriona Balfe – Outlander als Claire Fraser
  - Ruth Wilson – The Affair als Alison Lockhart
  - Maggie Gyllenhaal – The Deuce als Eileen "Candy" Merrell

### Beste acteur in een genre/dramaserie
- Jonathan Groff – Mindhunter als Holden Ford
  - Tom Hardy – Taboo als James Keziah Delaney
  - Ewan McGregor – Fargo als Emmit en Ray Stussy
  - Brendan Gleeson – Mr. Mercedes als detective Bill Hodges
  - Harry Treadaway – Mr. Mercedes als Brady Hartsfield
  - Sam Heughan – Outlander als Jamie Fraser

### Beste actrice in een komische of muzikale serie
- Niecy Nash – Claws als Desna Simms
  - Ellie Kemper – Unbreakable Kimmy Schmidt als Kimmy Schmidt
  - Julia Louis-Dreyfus – Veep als Selina Meyer
  - Alison Brie – GLOW als Ruth "Zoya the Destroya" Wilder
  - Kathryn Hahn – I Love Dick als Chris Kraus
  - Issa Rae – Insecure als Issa Dee

### Beste acteur in een komische of muzikale serie
- William H. Macy – Shameless als Frank Gallagher
  - Zach Galifianakis – Baskets als Chip en Dale Baskets
  - Thomas Middleditch – Silicon Valley als Richard Hendricks
  - Aziz Ansari – Master of None als Dev Shah
  - John Lithgow – Trial and Error als Larry Henderson
  - Neil Patrick Harris – A Series of Unfortunate Events als Count Olaf

### Beste actrice in een televisiefilm of miniserie
- Nicole Kidman – Big Little Lies als Celeste Wright
  - Elisabeth Moss – Top of the Lake: China Girl als Robin Griffin
  - Michelle Pfeiffer – The Wizard of Lies als Ruth Madoff
  - Jessica Lange – Feud als Joan Crawford
  - Susan Sarandon – Feud als Bette Davis
  - Joanne Froggatt – Dark Angel als Mary Ann Cotton

### Beste acteur in een televisiefilm of miniserie
- Robert De Niro – The Wizard of Lies als Bernie Madoff
  - Jude Law – The Young Pope als Paus Pius XIII
  - Tim Piggot-Smith – King Charles III als King Charles III
  - Ewan McGregor – Fargo als Emmit en Ray Stussy
  - John Turturro – The Night Of als John Stone
  - Benedict Cumberbatch – Sherlock als Sherlock Holmes

### Beste actrice in een bijrol in een serie, miniserie of televisiefilm
- Ann Dowd – The Handmaid's Tale als Ant Lydia
  - Laura Dern – Big Little Lies als Renata Klein
  - Danielle Brooks – Orange Is the New Black als Tasha "Taystee" Jefferson
  - Shailene Woodley – Big Little Lies als Jane Chapman
  - Judy Davis – Feud als Hedda Hopper
  - Regina King – American Crime als Kimara Walters

### Beste acteur in een bijrol in een serie, miniserie of televisiefilm
- Michael McKean – Better Call Saul als Chuck McGill Jr.
  - Christopher Eccleston – The Leftovers als Matt Jamison
  - Lakeith Stanfield – War Machine als korporaal Billy Cole
  - Louie Anderson – Baskets als Christine Baskets
  - Alexander Skarsgård – Big Little Lies als Perry Wright
  - Stanley Tucci – Feud als Jack L. Warner

### Beste rolbezetting
- Poldark (Aidan Turner, Eleanor Tomlinson, Heida Reed, Ruby Bentall, Jack Farthing, Luke Norris, Beatie Edney, Caroline Blakiston, Gabriella Wilde, John Nettles, Christian Brassington, Ellise Chappell, Sean Gilder, Harry Richardson, Josh Whitehouse, Tom York)

## Special achievement awards
- Tesla Award (for visionary achievement in filmmaking technology) – Robert Legato
- Auteur Award (for singular vision and unique artistic control over the elements of production) – Greta Gerwig (Lady Bird)
- Humanitarian Award (for making a difference in the lives of those in the artistic community and beyond) – Stephen Chbosky (Wonder)
- Best First Feature – John Carroll Lynch voor Lucky